# Polycladium equiseti
Polycladium equiseti är en svampart som beskrevs av Ingold 1959. Polycladium equiseti ingår i släktet Polycladium, divisionen sporsäcksvampar och riket svampar.   Inga underarter finns listade i Catalogue of Life.